# الأشعة أكس (شطرنج)
الأشعة أكس أو الأشعّة السينية أو هجوم الأشعة السينية يُشير المصطلح في الشطرنج إلى تكتيك هجومي، ويُستخدم كمرادف لهجوم السيخ. والمصطلح أيضاً يستخدم بعض الأحيان للدلالة على تكتيك في الشطرنج حيث تكون فيه القطعة مهاجمة من قبل قطعة أخرى معادية بشكل غير مباشر من خلال حماية قطعة أخرى لها أو حماية قطعة محالفة من خلال قطعة معادية.